# Krtoli
Krtole, manje naselje i istoimena uvala u Crnoj Gori. Nalazi se u općini Tivat, čija je mjesna zajednica. Crkveno pripada Hercegnovskom dekanatu Kotorske biskupije, u sklopu župe Bogišići-Krtole (sv. Ivan Krstitelj). Smješteni su na prevlaci prema poluotoku Luštici.

## Povijest
U blizini je bila grčka kolonizacija. Goti dolaze u ove krajeve početkom 5. stoljeća. Nakon propasti Zapadnoga Rimskog Carstva Boka kotorska s Kotorom pripala je Bizantu. U 7. stoljeću obližnji Kotor najvažniji je grad cijeloga zaljeva, i dio je bizantske arhontije Duklje, a u IX. stoljeću teme Dalmacije. U srednjem vijeku Kotor je bio autonomna komuna, koja je imala svoga kneza i tri vijeća, a pripadali su joj još Grbalj, Dobrota, poluotok Vrmac i povremeno drugi dijelovi Boke kotorske. Do 1185. smjenjivalo se vrhovništvo Bizanta (dio bizantske Dalmacije) i Duklje. Zatim je pod srpskim vladarima Nemanjićima (1186. – 1371.).
1307. godine srpski kralj Milutin darovao je Grbalj Kotoru, što je potvrdio 1351. godine srpski car Dušan ispravom u kojoj se u Grblju spominju: Ljuta, Dobrota, manastir sv. Grgura, Luštica, Krtole, Bijela, Kruševica i grad Ledenice nad Risnom. Pod hrvatsko-ugarskim kraljevima od 1371. do 1384. te i hrvatskim banovima i kraljevima Bosne (1384. – 1391.). Kotor je nakon kratkoga razdoblja neovisnosti (1391. – 1420.), u kojem se branio od moćnih feudalaca Balšića i Crnojevića, te Kosača, grad se predao Mletačkoj Republici, pod čijom je upravom ostao sve do njezina pada 1797. godine. Protiv mletačke uprave i gradske vlastele pučanstvo je više puta dizalo bune. Oko polovice XV. stoljeća izbila je široka buna koja je osim Grbaljske župe, zahvatila još Lušticu, Krtole i Paštroviće. Ugušio ju je 1452. Stefan I. Crnojević, koji je za trajanja bune stupio u mletačku službu. 
U 18. stoljeću u sklopu kotorskog okružja koje je obuhvaćalo još Lušticu, Lješeviće, Bogdašiće, Škaljare, Špiljare, Kavač, Mrčevac i Crni Plat. Poslije pada Mletaka pripalo Napoleonu, pa Habsburškoj Monarhiji. Nakon reorganizacije monarhije, pripalo austrijskom dijelu. U Kraljevini Jugoslaviji dio Zetske banovine. U Drugome svjetskom ratu pripojeno Italiji, a nakon pada Italije NDH je to prisvajala sebi, no zamijenila ju je njemačka uprava. Nakon rata pripalo Crnoj Gori.

## Stanovništvo
Stanovništvo govori bokeljsko perojskim dijalektom, iz podskupine Luštica, Krtoli i Prevlaka (miholjska).

## Poznate osobe
- Rade Perković, hrv. glumac i redatelj

## Šport
U Krtolama djeluje nogometni klub Sloga. Utakmice igraju na terenu Rake u Radovićima.

## Ostalo
Krtoli imaju svoje dobrovoljno vatrogasno društvo.